# Mërgim Brahimi
Mërgim Brahimi (Istog, 8 agosto 1992) è un calciatore albanese naturalizzato kosovaro, centrocampista del Wil.

## Biografia
Nato ad Istog in Kosovo da genitori di etnia albanese, crebbe in Svizzera.

## Carriera

### Nazionale
Ha giocato nel 2012 una partita amichevole con la Nazionale maggiore albanese, prima di cambiare e scegliere poi di giocare con quella della Svizzera.
Nel settembre del 2015 decide di scegliere per il Kosovo.
Il 10 ottobre 2015 gioca la sua prima partita contro la  Guinea Equatoriale, segnando anche una doppietta.

## Statistiche

### Presenze e reti nei club
Statistiche aggiornate al 26 luglio 2017.
| Stagione               | Squadra                | Campionato             | Campionato | Campionato | Coppe nazionali | Coppe nazionali | Coppe nazionali | Coppe continentali | Coppe continentali | Coppe continentali | Altre coppe | Altre coppe | Altre coppe | Totale | Totale |
| Stagione               | Squadra                | Comp                   | Pres       | Reti       | Comp            | Pres            | Reti            | Comp               | Pres               | Reti               | Comp        | Pres        | Reti        | Pres   | Reti   |
| ---------------------- | ---------------------- | ---------------------- | ---------- | ---------- | --------------- | --------------- | --------------- | ------------------ | ------------------ | ------------------ | ----------- | ----------- | ----------- | ------ | ------ |
| 2010-2011              | Grasshoppers II        | PLC                    | 27         | 2          | -               | -               | -               | -                  | -                  | -                  | -           | -           | -           | 27     | 2      |
| 2011-gen. 2012         | Grasshoppers II        | PLC                    | 11         | 1          | -               | -               | -               | -                  | -                  | -                  | -           | -           | -           | 11     | 1      |
| gen.-giu. 2012         | Grasshoppers           | SL                     | 14         | 0          | CS              | 3               | 0               | -                  | -                  | -                  | -           | -           | -           | 17     | 0      |
| 2012-gen. 2013         | Grasshoppers II        | PLC                    | 12         | 3          | -               | -               | -               | -                  | -                  | -                  | -           | -           | -           | 12     | 3      |
| Totale Grasshoppers II | Totale Grasshoppers II | Totale Grasshoppers II | 50         | 6          |                 | -               | -               |                    | -                  | -                  |             | -           | -           | 50     | 6      |
| gen.-giu. 2013         | Grasshoppers           | SL                     | 16         | 3          | CS              | 4               | 0               | UCL                | 0                  | 0                  | -           | -           | -           | 20     | 3      |
| lug.-set. 2013         | Grasshoppers           | SL                     | 1          | 0          | CS              | 0               | 0               | UCL+UEL            | 1+0                | 0                  | -           | -           | -           | 2      | 0      |
| 2013-gen. 2014         | Aarau                  | SL                     | 4          | 0          | CS              | 0               | 0               | -                  | -                  | -                  | -           | -           | -           | 4      | 0      |
| gen.-feb. 2014         | Grasshoppers           | SL                     | 0          | 0          | CS              | 1               | 0               | UCL+UEL            | 0+0                | 0                  | -           | -           | -           | 1      | 0      |
| feb.-giu. 2014         | Wohlen                 | CL                     | 13         | 5          | CS              | 0               | 0               | -                  | -                  | -                  | -           | -           | -           | 13     | 5      |
| 2014-2015              | Wohlen                 | CL                     | 32         | 8          | CS              | 3               | 3               | -                  | -                  | -                  | -           | -           | -           | 35     | 11     |
| lug.-set. 2015         | Wohlen                 | CL                     | 7          | 1          | CS              | 0               | 0               | -                  | -                  | -                  | -           | -           | -           | 7      | 1      |
| Totale Wohlen          | Totale Wohlen          | Totale Wohlen          | 52         | 14         |                 | 3               | 3               |                    | -                  | -                  |             | -           | -           | 55     | 17     |
| 2015-2016              | Grasshoppers           | SL                     | 22         | 1          | CS              | 1               | 0               | -                  | -                  | -                  | -           | -           | -           | 23     | 1      |
| 2016-2017              | Grasshoppers           | SL                     | 29         | 0          | CS              | 3               | 0               | UEL                | 6                  | 0                  | -           | -           | -           | 38     | 0      |
| Totale Grasshoppers    | Totale Grasshoppers    | Totale Grasshoppers    | 82         | 4          |                 | 12              | 0               |                    | 7                  | 0                  |             | -           | -           | 101    | 4      |
| Totale carriera        | Totale carriera        | Totale carriera        | 188        | 24         |                 | 15              | 3               |                    | 7                  | 0                  |             | -           | -           | 210    | 27     |

### Cronologia presenze e reti in Nazionale
| Cronologia completa delle presenze e delle reti in nazionale ― Albania | Cronologia completa delle presenze e delle reti in nazionale ― Albania | Cronologia completa delle presenze e delle reti in nazionale ― Albania | Cronologia completa delle presenze e delle reti in nazionale ― Albania | Cronologia completa delle presenze e delle reti in nazionale ― Albania | Cronologia completa delle presenze e delle reti in nazionale ― Albania | Cronologia completa delle presenze e delle reti in nazionale ― Albania | Cronologia completa delle presenze e delle reti in nazionale ― Albania |
| Data                                                                   | Città                                                                  | In casa                                                                | Risultato                                                              | Ospiti                                                                 | Competizione                                                           | Reti                                                                   | Note                                                                   |
| ---------------------------------------------------------------------- | ---------------------------------------------------------------------- | ---------------------------------------------------------------------- | ---------------------------------------------------------------------- | ---------------------------------------------------------------------- | ---------------------------------------------------------------------- | ---------------------------------------------------------------------- | ---------------------------------------------------------------------- |
| 27-5-2012                                                              | Istanbul                                                               | Iran                                                                   | 0 – 1                                                                  | Albania                                                                | Amichevole                                                             | -                                                                      | 79’                                                                    |
| Totale                                                                 |                                                                        | Presenze                                                               | 1                                                                      |                                                                        | Reti                                                                   | 0                                                                      |                                                                        |

## Palmarès

### Club

#### Competizioni nazionali
- Coppa Svizzera: 1

Grasshoppers: 2012-2013